# Eparchia mohylewska i mścisławska

Eparchia mohylewska i mścisławska na tle podziału administracyjnego Egzarchatu Białoruskiego

Eparchia mohylewska i mścisławska – jedna z eparchii Egzarchatu Białoruskiego Patriarchatu Moskiewskiego. Jej obecnym ordynariuszem jest arcybiskup mohylewski i mścisławski Sofroniusz (Juszczuk), zaś funkcje katedry pełni sobór Trzech Świętych Hierarchów w Mohylewie.

## Rys historyczny
Pierwsza prawosławna administratura z siedzibą w Mohylewie powstała w 1632 poprzez wydzielenie z eparchii połockiej. W 1783 otrzymała status archieparchii. W latach 1632–1772 (lub 1633–1775) funkcjonowała pod nazwą eparchii orszańskiej, mścisławskiej i mohylewskiej, następnie jako eparchia mohylewska, mścisławska i orszańska. 
W aktualnych granicach administratura funkcjonuje od 1989. Według danych z marca 2012 w strukturach eparchii działały 74 parafie zgrupowane w pięciu dekanatach, dysponujące 67 cerkwiami, obsługiwane przez 69 kapłanów. Eparchii podlegały także dwa klasztory: męski monaster Zaśnięcia Matki Bożej w Pustyńce oraz żeński monaster św. Mikołaja w Mohylewie. W 2020 r. eparchia dzieliła się na 8 dekanatów:
- czauski
- czerykowski
- horecki
- klimowicki
- mohylewski miejski
- mohylewski rejonowy
- mścisławski
- szkłowski.

## Ordynariusze[4]

### JurysdykcjaPatriarchatu Konstantynopolitańskiego
- Józef Bobrykowicz, 1632–1635
- Sylwester Kossow, 1635–1647
- Ignacy Oksienowicz-Staruszycz, 1650
- Józef Kononowicz-Horbacki, 1650–1651
- Metody (Filimonowicz), 1661 (uznawany przez patriarchę moskiewskiego, nieuznany przez Konstantynopol)
- Józef Nielubowicz-Tukalski, 1661–1664
- Teodozjusz Wasilewicz, 1669–1677

### JurysdykcjaRosyjskiego Kościoła Prawosławnego
- Serapion (Polchowski), 1697–1704
- Sylwester (Czetwertyński), 1707–1728
- Arseniusz (Berło), 1729–1733, nieuznany przez króla polskiego
- Józef (Wołczański), 1735–1742
- Hieronim (Wołczański), 1744–1754
- Jerzy (Konisski), 1755–1795
- Atanazy (Wolchowski), 1795–1797
- Hilarion (Kondratowski), 1797
- Anastazy (Bratanowski-Romanenko), 1797–1805
- Warłaam (Szyszacki), 1805–1813
- Daniel (Nattok-Michajłowski), 1813–1821
- Joazaf (Srietienski), 1821–1827
- Paweł (Pawłow-Moriew), 1827–1831
- Gabriel (Gorodkow), 1831–1837
- Smaragd (Kryżanowski), 1837–1840
- Izydor (Nikolski), 1840–1844
- Anatol (Martynowski), 1844–1860
- Euzebiusz (Orlinski), 1860–1882
- Witalis (Greczulewicz), 1882–1885
- Sergiusz (Spasski), 1885–1892
- Paweł (Wilczinski), 1892
- Ireneusz (Orda), 1892–1893
- Eugeniusz (Szerieszyłow), 1893–1896
- Misael (Kryłow), 1896–1904
- Stefan (Archangielski), 1904–1911
- Konstantyn (Bułyczow), 1911–1925, częściowo w ruchu odnowicielskim oraz wśród grigoriewców
- Nifont (Fomin), 1922–1924
- Nikon (Diegtiarienko), 1924–1927
- Joazaf (Szyszkowski-Drylewski), 1927–1928
- Teodozjusz (Woszczanski), 1929–1933
- Paulin (Kroszeczkin), 1933–1934
- Joazaf (Żewachow), 1934–1936
- Aleksander (Rajewski), 1936–1937

### Jurysdykcja Białoruskiego Kościoła Prawosławnego (niekanonicznego)
- Filoteusz (Narko), 1942–1944

### Jurysdykcja Rosyjskiego Kościoła Prawosławnego
- Maksym (Krocha), 1989–2002
- Sofroniusz (Juszczuk), od 2002